# Еугеніуш Кнапік
Еугеніуш Кнапік (пол. Eugeniusz Knapik; нар. 9 липня 1951) — сучасний польський композитор і піаніст, ректор Музичної академії в Катовицях.

## Життєпис
Народився 9 липня 1951 року в містечку Руда Шльонска, Сілезьке воєводство). У 1976 р закінчив Державну Вищу Музичну школу в Катовицях (клас композиції Г. М. Гурецкі). Виступає у Польщі та за її межами як соліст і камерний виконавець (з 1982 р. — партнер Квартету Шльонського).
Професор композиції в Катовицькій Академії музики імені Шимановского. З 1992 г. очолює також створену при ній Студію комп'ютерної й електронної музики, а пізніше стає ректором Академії.
Кнапік спеціалізується на сучасному репертуарі. Він є першим виконавцем у Польщі циклу О.Мессіана «20 поглядів на Немовля Ісуса». В 1997 р. отримав нагороду Спілки польських композиторів та Нагороду Міністерства культури і мистецтв. 2005 року нагороджений Хрестом Кавалера Ордену Відродження Польщі.
Серед основних творів Кнапіка — оперна трилогія «Думки Олени Трублейн» (англ. The Minds of Helena Troubleyn; 1987—1996), створена в співдружності з автором лібрето й режисером-постановником Яном Фабром.